# Truskawkowe Ciastko: Niezwykłe przygody
Truskawkowe Ciastko: Niezwykłe przygody (ang. Strawberry Shortcake's Berry Bitty Adventures) – kanadyjsko-francuski serial animowany, który swoją światową premierę miał 10 października 2010 roku na kanale The Hub, Family Channel i Zouzous. W Polsce premiera serialu nastąpiła 25 września 2011 roku na kanale MiniMini.
Jest to kontynuacja serialu Truskawkowe Ciastko z 2003 roku.

## Opis fabuły
Film opowiada o dalszych przygodach Strawberry Shortcake (Truskawkowego Ciastka), pełnej energii i entuzjazmu dziewczynki, która zawsze chętnie pomaga swoim bliskim.

## Bohaterowie
- Truskawka – miła i pomocna, główna bohaterka. Ma kota o imieniu Kremówka i szczeniaka o imieniu Keksik. Robi pyszne desery, koktajle i posiłki. Prowadzi kawiarenkę.
- Cytrynka – jedna z przyjaciółek. Często kłóci się z Malinką. Chce robić wszystko jak najszybciej i jak najlepiej. Interesuje się kosmetykami. Prowadzi salon kosmetyczny. Od sezonu trzeciego ma pieska Hennę. Czasami jest dość nieśmiała.
- Malinka – jedna z przyjaciółek. Często kłóci się z Cytrynką. Bardzo lubi szyć ubrania dla przyjaciółek i sąsiadów. Od sezonu trzeciego ma różowego pieska rasy Chihuahua, Kruszynę.
- Pomarańczka – jedna z przyjaciółek. Jest ciemnoskóra. Lubi skakać na pogo i układać rzeczy. Prowadzi sklep spożywczy. Od sezonu trzeciego ma pieska Marmoladkę.
- Jagódka – jedna z przyjaciółek. Jest bardzo ambitna. Prowadzi klub książki i księgarnie. Bardzo lubi czytać książki, zwłaszcza grube. Od sezonu trzeciego ma pieska Scouta.
- Śliwka – jedna z przyjaciółek. Wybitnie tańczy. Prowadzi studio taneczne, lubi wystawiać sztuki teatralne. Od sezonu trzeciego ma pieska Pikusia.
- Pan Longface – gąsienica. Ma pole do minigolfa i do krykieta. Często pomaga Truskawce w kawiarence, a także jagodzianom. Przyjaciel pana Jagódko.
- Pan Jagódko – ogrodnik miasta. Uprawia jagody do Jagodowego Miasta. Przyjaciel pana Longface.
- Księżniczka – „burmistrzyni” Jagodowego Miasta. Zarządza pracą w przetwórni.
- Jaśminka – pani listonosz. Poczta znajduje się w budynku sklepu Pomarańczki. Ma kuzynki Sasankę i Kalinkę.
- Naczelnik – główny listonosz. To on „pasował” Truskawkę na listonosza.
- Listonosz – pojawia się w kilku odcinkach na super ultra szybkie przesyłki.
- Sasanka i Kalinka – kuzynki Jaśminki. Często się kłócą. Prowadzą klub „Dobry Obywatel”.
- Wisienka – piosenkarka, jedna z przyjaciółek. Pojawia się w drugim sezonie. Ma zostać na krótko, lecz zadomawia się w Owocowie, zostaje na stałe i prowadzi lekcje muzyki. Posiada szczęśliwy talizman mający dawać jej umiejętność śpiewu, lecz w odcinku „Szczęśliwy Dzień” przekonuje się, że nie posiada on jednak takich właściwości. Życzliwa i pomocna. Od sezonu trzeciego ma pieska, Cynamonkę.
- Placek Borówka – chłopiec, przyjaciel Truskawki, Wisienki, Jagódki, Malinki, Cytrynki i reszty dziewczyn. Bardzo lubi kryminały Pati Persymonki i pisać kryminały z Jagódką. Dzięki niemu reszta dziewczyn ma psy. W Owocowie Wielkim ma Plackowe Psie Przytulisko. Ma psa o imieniu Tom-Tom. Prawdopodobnie Jagódka się w nim kocha.
- Słodkie Winogrona – Dziewczynka, która pojawia się w czwartym sezonie. Jest to siostra bliźniaczka Cierpkich Winogron. Jest kucharką i wraz z siostrą prowadzi Ciężarówkę z Żywnością. Uwielbia słodkie jedzenie i przyrządzać słodkie potrawy. Ma miłą i słodką osobowość, co denerwuje jej siostrę.
- Cierpkie Winogrona – Dziewczynka, która pojawia się w czwartym sezonie. Jest to siostra bliźniaczka Słodkich Winogron. Jest kucharką i wraz z siostrą prowadzi Ciężarówkę z Żywnością. Preferuje kwaśne i ostre jedzenie, lubi przyrządzać kwaśne i ostre potrawy. Ma szorstką i kwaśną osobowość, uwielbia drażnić innych.
- Jabłuszko – Dziewczynka, która pojawia się w czwartym sezonie. Jest to kuzynka Truskawki, która przyjeżdża do Owocowa aby ją odwiedzić. Dużo podróżuje po całym Owocowym Świecie i prowadzi własny blog, w którym opisuje swoje przygody. Jej zwierzątkiem jest żółw Podwieczorek, który towarzyszy jej w podróżach.

## Wersja polska

### Seria 1
Wersja polska: na zlecenie Cass Film – CBM PRODUCTION

Tłumaczenie i dialogi: Anna Brysiak

Reżyseria: Ireneusz Machnicki

Dźwięk i montaż: Krzysztof Praszkiewicz

Wystąpili:
- Bożena Furczyk – Truskawka
- Joanna Domańska – Pomarańczka
- Urszula Bartos-Gęsikowska
- Justyna Kabała
- Agnieszka Grankowska
- Lech Filipowicz
- Hanna Chojnacka
- Małgorzata Lalowska
- Gabriela Czyżewska
- Agnieszka Fajlhauer
- Dominika Rei –
  - Śliwka,
  - Truskawka (śpiew piosenek)

i inni
Śpiewały: Ewa Lachowicz i Dominika Rei
Lektor: Ireneusz Machnicki

### Serie 2,3 i 4
Wersja polska: na zlecenie MiniMini+ (odc. 27-52) / platformy nc+ (odc. 53-65) – Master Film

Reżyseria:
- Ilona Kuśmierska (odc. 27-52),
- Ewa Kania (odc. 53-64)

Dialogi: Elżbieta Jeżewska

Tłumaczenie: Sylwia Pazio

Dźwięk:
- Urszula Ziarkiewicz-Kuczyńska (odc. 27-31, 33-52),
- Małgorzata Gil (odc. 32),
- Krzysztof Podolski (odc. 53-64)

Montaż:
- Gabriela Turant-Wiśniewska (odc. 27-39, 49-52),
- Jan Graboś (odc. 40-48),
- Krzysztof Podolski (odc. 53-64)

Kierownictwo produkcji
- Agnieszka Kołodziejczyk (odc. 27-52),
- Katarzyna Fijałkowska (odc. 53-64)

Teksty piosenek: Andrzej Brzeski

Kierownictwo muzyczne: Piotr Gogol

Wystąpili:
- Bożena Furczyk – Truskawka
- Joanna Domańska – Pomarańczka
- Joanna Pach – Jagódka
- Agnieszka Fajlhauer – Malinka
- Justyna Kabała – Cytrynka (odc. 27-52)
- Marta Dylewska – Cytrynka (odc. 53-65)
- Dominika Rei – Śliwka (odc. 27-52)
- Marta Dobecka – Śliwka (odc. 53-65)
- Małgorzata Szymańska – Wisienka
- Józef Pawłowski – Placek Borówka (odc. 40-42, 44-45, 48-49, 51-52)
- Adam Pluciński – Placek Borówka (odc. 64)
- Magdalena Wasylik – Słodka
- Agnieszka Mrozińska – Cierpka
- Monika Pikuła – Jabłuszko
- Artur Pontek – Pan Jagódko
- Janusz Wituch
- Adam Krylik – Bertram (kuzyn Pana Jagódko)
- Krzysztof Szczerbiński
- Agnieszka Kunikowska – Marlena Modalini
- Stefan Knothe – Oczytany Bob
- Miłogost Reczek
- Kinga Tabor
- Izabella Bukowska
- Jarosław Domin – Eryk
- Przemysław Wyszyński – Ed
- Anna Apostolakis – Królowa Jagodowa

i inni
Śpiewała: Magdalena Wasylik
Lektor:
- Jacek Kopczyński (odc. 27-52),
- Grzegorz Kwiecień (odc. 53-64)

## Spis odcinków
| Premiera odcinka | Nr | Polski tytuł                         | Angielski tytuł                          |
| ---------------- | -- | ------------------------------------ | ---------------------------------------- |
|                  |    |                                      |                                          |
| SERIA PIERWSZA   |    |                                      |                                          |
|                  |    |                                      |                                          |
| 25.09.2011       | 01 | Niesforny Tadzio                     | Fish Out of Water                        |
|                  |    |                                      |                                          |
| 26.09.2011       | 02 | Pomocne skrzaty                      | A Stitch in Time                         |
|                  |    |                                      |                                          |
| 27.09.2011       | 03 | Znikające fiołki                     | Vanishing Violets                        |
|                  |    |                                      |                                          |
| 28.09.2011       | 04 | Opiekunka                            | Babysitter Blues                         |
|                  |    |                                      |                                          |
| 29.09.2011       | 05 | Porządki w salonie                   | Hair Today Gone Tomorrow                 |
|                  |    |                                      |                                          |
| 30.09.2011       | 06 | Tajemnicze nasiona                   | Pop Goes the Garden                      |
|                  |    |                                      |                                          |
| 01.10.2011       | 07 | Urodzinowa paczka                    | The Berry Best You Can Bee               |
|                  |    |                                      |                                          |
| 02.10.2011       | 08 | Nieznośni goście                     | Strawberry's House Pest                  |
|                  |    |                                      |                                          |
| 03.10.2011       | 09 | Rekord świata                        | Berry Bitty World Record                 |
|                  |    |                                      |                                          |
| 04.10.2011       | 10 | Głupie zasady                        | Too Cool For Rules                       |
|                  |    |                                      |                                          |
| 05.10.2011       | 11 | Królowa festynu                      | Berry Best BerryFest Princess            |
|                  |    |                                      |                                          |
| 06.10.2011       | 12 | Wielka parada                        | Strawberry's Berry Big Parade            |
|                  |    |                                      |                                          |
| 07.10.2011       | 13 | Najlepszy wybór                      | The Berry Best Choice                    |
|                  |    |                                      |                                          |
| 08.10.2011       | 14 | Strachy na lachy                     | Nothing to Fear But Berries Themselves   |
|                  |    |                                      |                                          |
| 09.10.2011       | 15 | Tajemnicza zagadka                   | Where Oh Where Has My Blueberry Gone?    |
|                  |    |                                      |                                          |
| 10.10.2011       | 16 | Dobre maniery                        | Manners Meltdown                         |
|                  |    |                                      |                                          |
| 11.10.2011       | 17 | Inny rozmiar                         | Trading Sizes                            |
|                  |    |                                      |                                          |
| 12.10.2011       | 18 | Konkurs tańca                        | Different Waltz for Different Faults     |
|                  |    |                                      |                                          |
| 13.10.2011       | 19 | Święto mrozu                         | Happy First Frost                        |
|                  |    |                                      |                                          |
| 14.10.2011       | 20 | Jagodowe lampiony                    | A Circle of Friends                      |
|                  |    |                                      |                                          |
| 15.10.2011       | 21 | Wielki zimowy bal                    | Glimmerberry Ball                        |
|                  |    |                                      |                                          |
| 16.10.2011       | 22 | Nieznośne paznokcie                  | Nice as Nails                            |
|                  |    |                                      |                                          |
| 17.10.2011       | 23 | Trudy planowania                     | How You Play the Game                    |
|                  |    |                                      |                                          |
| 18.10.2011       | 24 | Klub Dobrego Obywatela               | Good Citizens Club                       |
|                  |    |                                      |                                          |
| 19.10.2011       | 25 | Praca w zespole                      | Team For Two                             |
|                  |    |                                      |                                          |
| 20.10.2011       | 26 | Kochane zguby                        | Lost and Found                           |
|                  |    |                                      |                                          |
| SERIA DRUGA      |    |                                      |                                          |
|                  |    |                                      |                                          |
| 20.05.2013       | 27 | Dzień urodzaju                       | The Berry Big Harvest                    |
|                  |    |                                      |                                          |
| 21.05.2013       | 28 | Pokój na piętrze                     | Room At the Top                          |
|                  |    |                                      |                                          |
| 22.05.2013       | 29 | W blasku gwiazd                      | Starlight, Star bright                   |
|                  |    |                                      |                                          |
| 23.05.2013       | 30 | Trening czyni mistrza                | Practice Makes Perfect                   |
|                  |    |                                      |                                          |
| 24.05.2013       | 31 | Konkurs talentów                     | Top Talent                               |
|                  |    |                                      |                                          |
| 26.05.2013       | 32 | Kreowanie gwiazdy                    | A Star is Fashioned                      |
|                  |    |                                      |                                          |
| 27.05.2013       | 33 | Bezwietrzny rajd                     | No Blueberry is an Island                |
|                  |    |                                      |                                          |
| 28.05.2013       | 34 | Tam gdzie wieje wiatr                | Where The Berry Breeze Blows             |
|                  |    |                                      |                                          |
| 29.05.2013       | 35 | Najlepsze wakacje                    | The Berry Best Vacation                  |
|                  |    |                                      |                                          |
| 30.05.2013       | 36 | Bardzo długa zima                    | The Berry Long Winter                    |
|                  |    |                                      |                                          |
| 31.05.2013       | 37 | Potężny mróz                         | The Big Freeze                           |
|                  |    |                                      |                                          |
| 01.06.2013       | 38 | Rewia na lodzie                      | On Ice                                   |
|                  |    |                                      |                                          |
| 02.06.2013       | 39 | W drodze                             | On The Road                              |
|                  |    |                                      |                                          |
| SERIA TRZECIA    |    |                                      |                                          |
|                  |    |                                      |                                          |
| 13.10.2013       | 40 | Chłopiec i jego psy                  | A Boy and His Dogs                       |
|                  |    |                                      |                                          |
| 14.10.2013       | 41 | Wspólnicy                            | Partners in Crime                        |
|                  |    |                                      |                                          |
| 15.10.2013       | 42 | Zagadka pechowej wystawy             | The Mystery of the Disappearing Dog Show |
|                  |    |                                      |                                          |
| 13.10.2013       | 43 | Śniegutka i siedem Konfiturek        | Snowberry and the Seven Berrykins        |
|                  |    |                                      |                                          |
| 17.10.2013       | 44 | Jagodella i czarujący owocowy książę | Berryella and Prince Charming            |
|                  |    |                                      |                                          |
| 18.10.2013       | 45 | Najmniejsza konfiturka               | The Littlest Berrykin                    |
|                  |    |                                      |                                          |
| 20.10.2013       | 46 | Wielka owocowa sztafeta              | The Berry Big Relay Race                 |
|                  |    |                                      |                                          |
| 21.10.2013       | 47 | Najlepszy owocowy skarb              | The Berry Best Treasure                  |
|                  |    |                                      |                                          |
| 22.10.2013       | 48 | Straszna zabawna przygoda            | The Berry Scary Fun Adventure            |
|                  |    |                                      |                                          |
| 23.10.2013       | 49 | Szczęśliwy dzień                     | The Berry Lucky Day                      |
|                  |    |                                      |                                          |
| 24.10.2013       | 50 | Zapraszamy wszystkie psy             | All Dogs Allowed                         |
|                  |    |                                      |                                          |
| 25.10.2013       | 51 | Kosz Jagódek                         | A Basket of Blue Berries                 |
|                  |    |                                      |                                          |
| 26.10.2013       | 52 | Największe i najgorsze wypieki       | The Berry Biggest, Berry Baddest Bakeoff |
|                  |    |                                      |                                          |
| SERIA CZWARTA    |    |                                      |                                          |
|                  |    |                                      |                                          |
| 19.10.2015       | 53 | Podwójny Kłopot                      | Berry Double Trouble                     |
|                  |    |                                      |                                          |
| 20.10.2015       | 54 | Owocowa Podróżniczka                 | Berry Bitty Adventurer                   |
|                  |    |                                      |                                          |
| 21.10.2015       | 55 | Super Nowoczesny Dramat              | High Tech Drama                          |
|                  |    |                                      |                                          |
| 22.10.2015       | 56 | Podwójne Urodziny                    | A Berry Merry Birthday                   |
|                  |    |                                      |                                          |
| 23.10.2015       | 57 | Trzy Blagierki                       | Tell Tale Trio                           |
|                  |    |                                      |                                          |
| 24.10.2015       | 58 | Wielka Opowiadaczka Bajek            | Berry Big Tale-Teller                    |
|                  |    |                                      |                                          |
| 25.10.2015       | 59 | Wielki Wyścig                        | The Berry Bitty Great Race               |
|                  |    |                                      |                                          |
| 26.10.2015       | 60 | Test Najlepszego Smaku               | The Berry Best Taste Test                |
|                  |    |                                      |                                          |
| 27.10.2015       | 61 | Rasowa Przekąska                     | The Berry Best Biscuit                   |
|                  |    |                                      |                                          |
| 28.10.2015       | 62 | Mistrzowski Sos Chili                | Hot Sauce Cook Off                       |
|                  |    |                                      |                                          |
| 29.10.2015       | 63 | Taneczna Katastrofa                  | The Berry Bitty Dance Disaster           |
|                  |    |                                      |                                          |
| 30.10.2015       | 64 | Psie Występy                         | The Doggie Dance No-Show                 |
|                  |    |                                      |                                          |
| 31.10.2015       | 65 | Tańcz, Psiaku, Tańcz                 | Dance Puppy Dance                        |
|                  |    |                                      |                                          |